# Atretochoana eiselti
Atretochoana eiselti ist ein in Flüssen der Amazonasregion lebender lungenloser Schleichenlurch (Blindwühle). Dieser Schleichenlurch ist die einzige Art der damit monotypischen Gattung Atretochoana. Bis zur Entdeckung der ebenfalls lungenlosen Art Microcaecilia iwokramae 2009 galt Atretochoana eiselti als einziger lungenloser Schleichenlurch.
Der Gattungsname Atretochoana, aus dem Griechischen atretos für unperforiert und choane für Trichter oder Röhre, bezieht sich auf die verschlossenen Choane. Der Artzusatz eiselti ehrt den Wiener Herpetologen Josef Eiselt,

## Merkmale
Die Gattung beschrieben Nussbaum und Wilkinson als Typhlonectiden mit durch die verwachsenen Ventilklappen verschlossenen Choane. Atretochoana sind lungenlos und ohne pulmonale Blutgefäße. Die Kiefer sind postkranial, hinter dem Hinterkopf verbunden und können dadurch weit geöffnet werden. Der Steigbügel ist stark verlängert und nach hinten gerichtet, dazu gehört ein ungewöhnlicher Schädelmuskel der die Wangen mit den Steigbügel verbindet. Nussbaum und Wilkinson interpretieren den radikal umgebildeten Schädel als Hinweis auf evolutionäre Veränderung hin zu größerer Beute durch Aufgabe der Funktion die Lunge zu versorgen.
Die wenigen bisher beschriebenen Exemplare waren zwischen 72 Zentimeter und einem Meter lang, wogen 140 bis 840 Gramm und sind lungenlose Hautatmer. Atretochoana eiselti gilt damit als das größte lungenlose Landwirbeltier. Der Körper ist schlangenartig, wie andere Schleichenlurche besitzt er keine Gliedmaßen. Über den ganzen Rücken verläuft eine niedrige flossenartige Hautfalte, die allerdings bei dem zweiten von Wilkinson et al. untersuchten Exemplar, wohl wegen eines schlechteren oder möglicherweise auch kranken Zustandes des Tieres, deutlich geringer ausgeprägt war. Der Holotyp zeigte darüber hinaus bauchseitig vor der Kloakenscheibe etwas lose Haut, die Nussbaum und Wilkinson als Hinweis auf eine kurze "Bauchflosse" ansahen. Außerhalb des Wassers beschreibt Hoogmoed diese als lediglich niedrigen Grat erkennbar, im Wasser konnte er allerdings gut sichtbar beobachten, dass sich Atretochoana eiselti durch wellenförmige Bewegung der Rücken- und der niedrigeren Bauchflosse langsam schwimmend bewegte. Bei den beschriebenen Exemplaren wurden 100 bis etwa 110 vollständige oder teilweise umlaufende Hautfalten (Annuli) gezählt.
Der Kopf ist lang, breit und flach, mit vorspringender knolliger Schnauze. Die Augen liegen zum Rücken hin und vertieft, es sind große, nach vorne gerichtete Nasenlöcher vorhanden. Das Maul ist mit vielen Zähnen besetzt. Die Tentakelöffnungen sind klein und liegen näher zu den Nasenlöcher als zu den Augen. Die Tentakel sind vermutlich nicht wie bei anderen aquatischen Arten ausstreckbar. Die Kloakenscheibe ist oval.
Die Lebendfärbung von Exemplaren aus dem Rio Madeira, basierend auf Dia Aufnahmen, ist wie folgt: Die Oberseite des Kopfes und der Rücken sind bräunlich grau bis bläulich grau, bauchseitig ist die Färbung etwas heller. Die Unterlippe ist wie der Rücken gefärbt, die Kehle schmutzig weiß und wesentlich heller als die Unterlippe. Die Kloakenscheibe ist im Zentrum rosa und von einem gräulich weißen Bereich umgeben.

## Lebensweise
Atretochoana eiselti lebt aquatisch. Sonst ist über diese seltene Art nur wenig bekannt, Daten über ihren Lebensraum sind zum Teil widersprüchlich. Die Art ist tagaktiv und nach Beobachtungen ein guter Schwimmer. Über ihre Nahrung ist nichts bekannt, der Magen untersuchter Exemplare war leer oder der Inhalt undefinierbar. Sicher ist, dass die Art keine Lungen hat. Wie die Sauerstoffaufnahme im Wasser genau funktioniert ist unklar, der einzige Weg scheint die Aufnahme über die Haut zu sein. Möglicherweise vergrößern die Hautfalten die Hautoberfläche und erleichtern die Sauerstoffversorgung, wobei bei einem so großen Tier das Verhältnis von Hautoberfläche zu Körpervolumen ungünstig ist, andere lungenlose Tiere sind wesentlich kleiner. Wilkinson und Nussbaum argumentierten, dass das Fehlen der Lunge und der Gasaustausch durch die Haut mit einem Leben in kalten, montanen und schnellfließenden Flüssen korreliert. Hoogmoed et al. entdeckten jedoch, dass die Art in warmen (24–30 °C), schnellfließenden Tieflandflüssen vorkommt.

## Vorkommen
Die wenigen Fundexemplare stammen aus zwei weit voneinander entfernten Gebieten des brasilianischen Amazonasbeckens. Zum einen im Mündungsgebiet (Mosqueiro island and Baía de Marajó, Belém) und zum anderen im Rio Madeira, in der Nähe der bolivianischen Grenze (Cachoeira Santo Antônio).

## Taxonomie
Atretochoana eiselti wurde 1968 von Edward Harrison Taylor als Typhlonectes eiselti auf der Basis eines älteren Exemplars aus dem Naturhistorischen Museum Wien erstbeschrieben. Die Beschreibung war ungewöhnlich kurz, die kürzeste der 39 Erstbeschreibungen von Taylor und eine der wenigen ohne Illustrationen. Dass das Tier aus Südamerika lungenlos war, wurde nicht erwähnt. Nussbaum und Wilkinson untersuchten 1995 das Typusexemplar genauer, stellten fest, dass es lungenlos ist, und stellten die Art in seine eigene, monotypische Gattung Atretochoana.